# Лиственница
Ли́ственница (лат. Lárix) — род древесных растений семейства Сосновые, одна из наиболее распространённых пород хвойных деревьев в мире. Самое распространённое дерево в России. Хвоя лиственницы ежегодно опадает на зиму, т.е. она не относится к вечнозелёным хвойным деревьям.

## Название
В античной латыни слово Larix использовалось для обозначения лиственницы европейской, в том числе у Плиния Старшего, Витрувия и Лукана. Как научное название было введено в литературу задолго до Карла Линнея, в начале XVI века. Происхождение его не совсем ясно. Одни авторы полагают, что это галльское название смолы, или же производят его от кельтского lar — обильный, богатый (очень смолистый). По мнению других, это слово происходит от латинского laridum, lardum — жир, из-за большой смолистости деревьев. Витрувий в своём сочинении об архитектуре приводит легенду о городе Ларигнум, стены которого, сделанные из лиственницы, не смогли поджечь осаждающие, после чего дерево и получило название от имени этого города. У Карла Линнея это видовой эпитет, который Миллер использовал в качестве родового названия, отделяя лиственницы от сосен.
Русское название «лиственница» дано по поведению этого хвойного дерева: каждый год оно сбрасывает иголки на зиму подобно лиственным деревьям.

## Распространение и среда обитания
Произрастает в умеренных и холодных (субарктических и субальпийских) областях Евразии и Северной Америки. В низовьях Енисея, на Таймыре и далее к востоку, заходит даже в южную часть арктического климатического пояса. Наиболее южные области планетарного ареала лиственницы находятся в высокогорьях субтропиков, например, в Юго-Западном Китае, Непале, Бутане, Северной Индии. Самая многочисленная и распространённая порода деревьев в России и в мире (по количеству древесных экземпляров, а также по общей площади лесов с её преобладанием): площадь лиственничных лесов составляют около 8 % от общей площади лесов мира. По размеру ареала лиственница всё же уступает таким древесным лесообразующим породам как ива, ольха, можжевельник,  тополь, берёза и сосна. Несмотря на то, что площади лесов на нашей планете, которые образованы каждым из перечисленных родов деревьев в отдельности, меньше лиственничных и растут они более разобщённо, тем не менее эти деревья распространены на большей части суши по сравнению с лиственницей.
В СССР общая площадь лиственничных лесов, образованных несколькими видами лиственниц, составляла по разным оценкам и в разные годы от 258 до 264,1 млн га (примерно от 38 до 40,6 % площади всех лесов страны), а запас древесины — свыше 26 млрд м³. В 2003 году площадь лиственничных лесов в России оценивалась приблизительно в 264 млн га, с общим запас древесины — 23,1 млрд м³. 
Кроме России, естественный ареал охватывает горные области ряда европейских и азиатских стран, также довольно широко распространена на территории Канады, реже — северных штатов США, в том числе на Аляске. Образует светлохвойные лиственничные леса или растёт в примеси к другим деревьям.

## Ботаническое описание
В благоприятных условиях вырастает до 80 м высоты при диаметре ствола до 1,5—2 м. Доживает до 300—400 лет, зарегистрированы лиственницы возрастом до 900 лет и более.
Кроны рыхлые, просвечиваемые солнцем, у молодых деревьев конусовидные. С возрастом приобретают округлую или яйцевидную, туповершинную форму. При постоянных ветрах однобоко-флагообразные.
Хвоя однолетняя, мягкая. Сплюснутая, ярко-зелёная, расположена на удлинённых побегах спирально и поодиночке, а на укороченных — пучками, по 20—40 (50) штук в каждом. Осенью деревья полностью сбрасывают хвою.

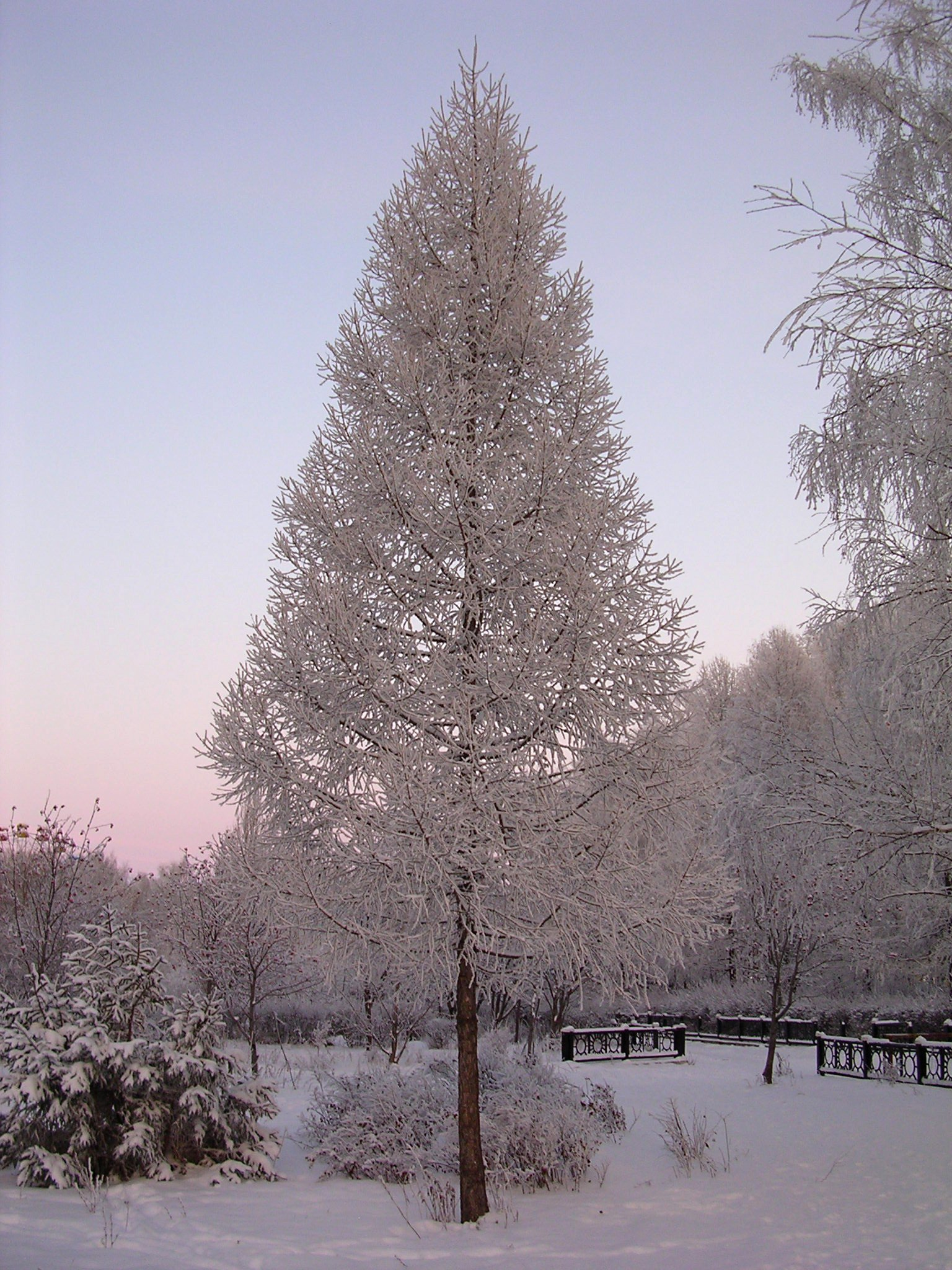
Форма кроны. Лиственница сибирская зимой

Лиственница — однодомное растение. Мужские собрания стробилов округло-яйцевидные, желтоватые, длиной от 5 до 10 мм, спорофиллы  с двумя микроспорангиями, в которых развивается пыльца без воздушных мешков. Женские шишки красновато-розовые или зелёные. Опыление наступает одновременно с распусканием хвои или сразу за её распусканием, на юге — в апреле — мае, на севере — в июне. Шишки созревают осенью в год цветения, имеют яйцевидную или продолговато-округлую форму при длине от 1,5 до 3,5 см. Семенные чешуи жёсткие, длиннее кроющих. Зрелые шишки раскрываются либо сразу, либо — перезимовав — в начале весны. Семена мелкие, яйцевидные, с плотно прикреплёнными крылышками. Плодоношение начинается в возрасте около 15 лет. Обильные семенные годы повторяются с периодичностью 6—7 лет. Всхожесть семян низкая.
Корневая система лиственницы в обычных условиях мощная, разветвлённая, без резко выраженного стержневого корня, при сильных, заглублённых на концах боковых корнях, наличие которых обеспечивает ветроустойчивость дерева. Иногда наблюдается укоренение соприкасающихся с почвой ветвей. В условиях переувлажнённых почв, а также при неглубоком залегании вечной мерзлоты корневая система поверхностная. При этом деревья страдают от ветровала. В поймах рек, на моховых болотах в условиях заглубления прикорневой части ствола нарастающим слоем мхов или занесения песчано-илистым слоем лиственница образует придаточные корни.
Лиственница — чрезвычайно светолюбивое дерево. Возобновляется и растёт лучше всего при полном солнечном освещении. Образует древостои преимущественно невысокой сомкнутости, через полог которых легко проникает солнечный свет. Для возобновления предпочтительны открытые незадернённые места. Как правило, в течение длительного времени (несколько десятков лет) подрост может успешно развиваться лишь при очень незначительном затенении под пологом материнского древостоя. В благоприятных условиях лиственница растёт быстро. До 20-летнего возраста способна прибавлять в год от 50 до 100 см.

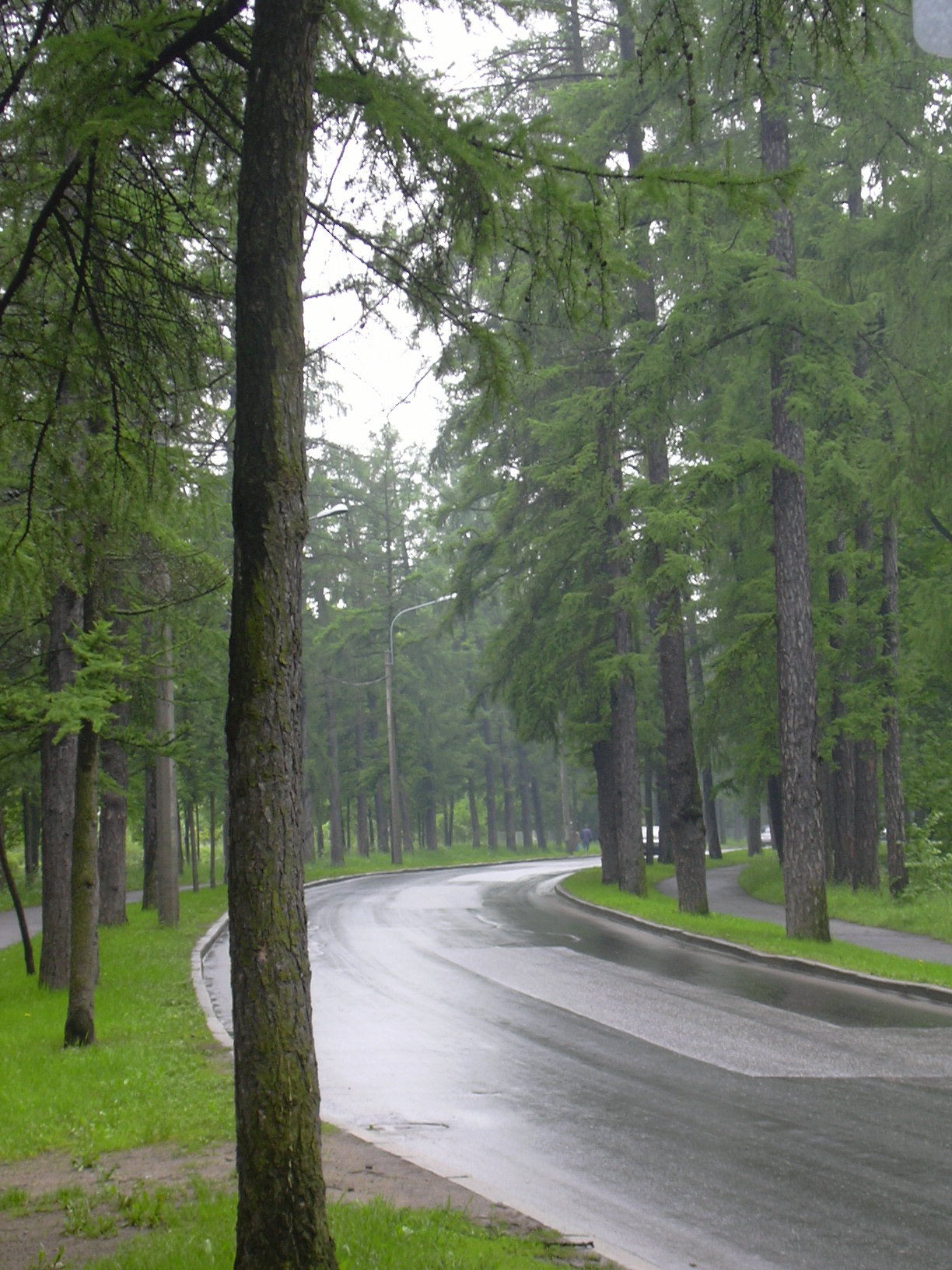
Лиственничная аллея в Царском Селе

Лиственница устойчива к весенним заморозкам, очень устойчива к низким зимним температурам, крайне нетребовательна к теплу вегетационного периода — именно поэтому широко распространена далеко за Полярным кругом и высоко в горах.
К почве также нетребовательна. Растёт на моховых болотах, переувлажнённых марях, при близком залегании вечной мерзлоты, на сухих скелетных почвах горных склонов. В таких неблагоприятных условиях лиственница бывает низкорослой и чахлой. Оптимальные почвы, дающие лиственнице возможности для наилучшего развития — увлажнённые и хорошо дренированные суглинки или супесчаные почвы пологих склонов и речных долин.
В местах, неблагоприятных для других пород — на тяжёлых и переувлажнённых почвах, в районах вечной мерзлоты, на марях — образует чисто лиственничные насаждения. При улучшении почвенно-климатических и гидрологических условий растёт в смеси с сосной, елью, кедром, пихтой, берёзой, другими породами. Хорошо заселяет гари и свежие незадернённые сплошные вырубки. Сеянцы и естественный подрост почти не повреждаются грызунами.
|                                              |  |  |
| Шишки и колоски весной, шишки летом и осенью |  |  |

## Использование

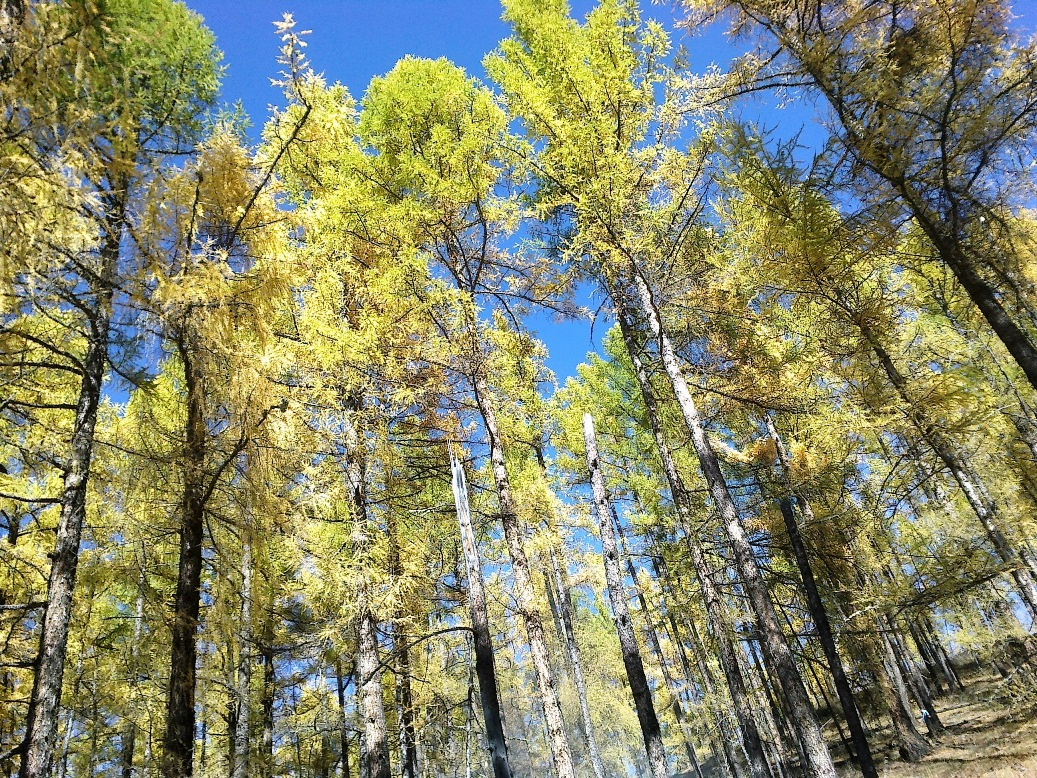
Осенний лиственничный лес в горах Восточных Саян, Бурятия, Россия

Древесина с узкой светлой заболонью и красновато-бурым ядром, твёрдая, упругая, прочная, смолистая, чрезвычайно стойкая против гниения. Объёмная масса в свежесрубленном состоянии — 0,9—1,1, в воздушно-сухом — 0,7—0,8. Лиственница причисляется к твёрдым породам. Благодаря прочности и долговечности лиственничная древесина широко используется — от строительных работ до химической промышленности. Благодаря относительно стабильным свойствам чаще других видов древесины используется в сыром виде.
Высокая смолистость древесины создаёт проблемы при использовании древесины в строительстве, причём с высыханием древесины вязкость смолы повышается настолько, что в неё невозможно забить гвоздь, а из старых лиственничных досок забитые гвозди уже невозможно вынуть, так как рвётся металл гвоздя. Кроме того, доска из лиственницы достаточно тяжела и смолится. Для сборки и переборки конструкций часто приходится вводить дополнительные технологические операции, использовать саморезы либо резьбовые соединения и дополнительный инструмент.
В лиственничной коре содержится до 18 % таннидов. Буровато-розовая краска из коры — стойкий краситель для тканей и шкур.
Благодаря своей способности расти в экстремальных условиях, а также долгой сохранности после отмирания, широко используется в дендрохронологии.

### Лесозаготовки

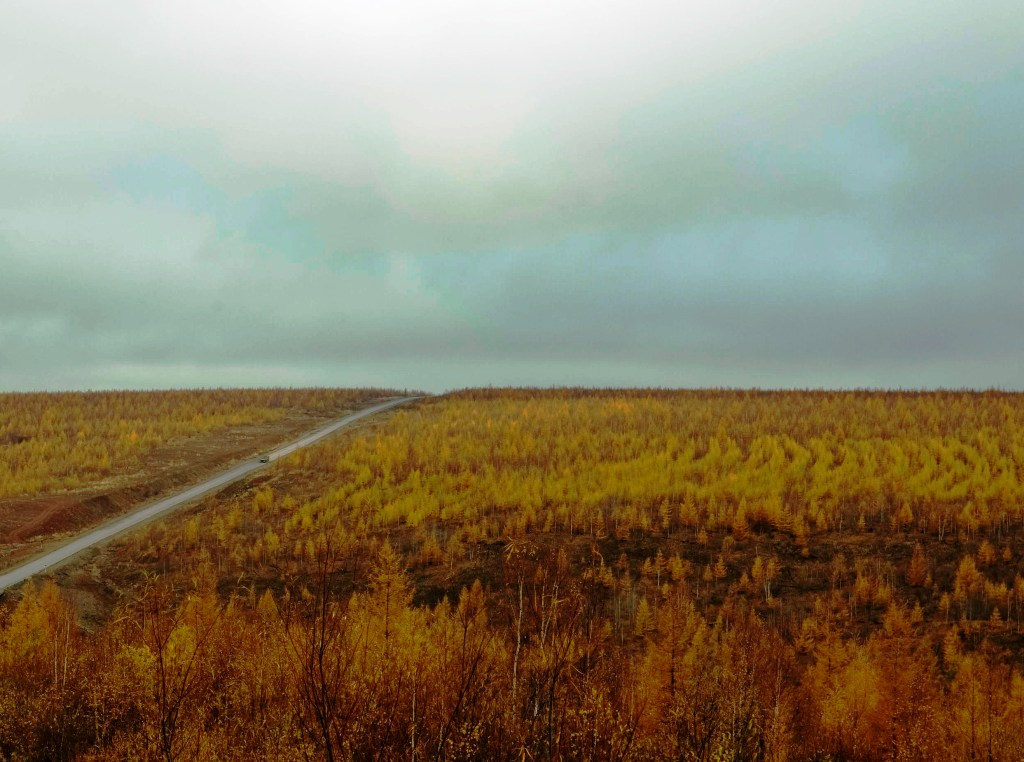
Лесопосадка лиственницы в предгорьях хребта Сихотэ-Алинь (вдоль дороги Р-454), Хабаровский край. Деревья были высажены после очередного пожара. Съёмка — октябрь 2012 года

Несмотря на широкую распространённость лиственницы и высокое качество древесины, на лиственницу приходится относительно незначительная часть от общего объёма лесозаготовок в России. Одной из причин является то, что ранее лес сплавляли по рекам, а в силу большой плотности древесина свежесрубленной лиственницы тонет (сразу или после непродолжительного времени нахождения в воде) и не может быть сплавлена, что в ряде случаев означает невозможность транспортировки от мест заготовки к местам переработки. Кроме того, лиственница требует особого подхода к обработке из-за высокой плотности древесины и её смолистости (вязкости), которые приводят к повышенному износу универсальных инструментов и механизмов.
В Северной Америке огромные территории заняты лиственницей американской (Larix laricina (Du Roi) K.Koch) и лиственницей западной (Larix occidentalis Nutt.). В отличие от российских видов лиственниц, эксплуатируемых относительно мало, американские виды широко используются в лесной промышленности и особенно в строительстве.
В России несколько видов культивируются, например, лиственница тонкочешуйчатая, или японская (Larix kaempferi (Lamb.) Carrière), и лиственница польская (Larix decidua var. polonica [syn.  Larix polonica Racib. ex Wóycicki]).

## Таксономия
Larix Mill., Gard. Dict., ed. 4. vol. 2. 1754.

### Систематика
Вопрос о количестве видов лиственницы в определённой степени спорный из-за лёгкости скрещивания в естественных условиях и производства гибридов, которые, в свою очередь, продолжают гибридизировать. При этом основные морфологические признаки, по которым определяются виды лиственницы, значительно варьируются, затрудняя определение видов и гибридов этого рода. Так, например, на Дальнем Востоке России выделяют следующие основные виды лиственницы:
- Larix gmelinii (Rupr.) Rupr. — Лиственница Гмелина = [syn.  Larix dahurica Turcz. et Trautv. — Лиственница даурская]
  - Larix gmelinii var. gmelinii =
    - Larix amurensis Kolesn. — Лиственница амурская
    - Larix cajanderi Mayr — Лиственница Каяндера
    - Larix kamtschatica (Rupr.) Carrière — Лиственница камчатская

  - Larix gmelinii var. japonica =
    - Larix kurilensis Mayr — Лиственница курильская

  - Larix gmelinii var. olgensis =
    - Larix olgensis A.Henry — Лиственница ольгинская
    - Larix koreana Nakai — Лиственница корейская, nom. nud.

  - Larix gmelinii var. principis-rupprechtii
- Larix komarovii Kolesn. — Лиственница Комарова
- Larix maritima Sukaczev — Лиственница приморская
- Larix middendorffii Kolesn. — Лиственница Миддендорфа
- Larix ochotensis Kolesn. — Лиственница охотская

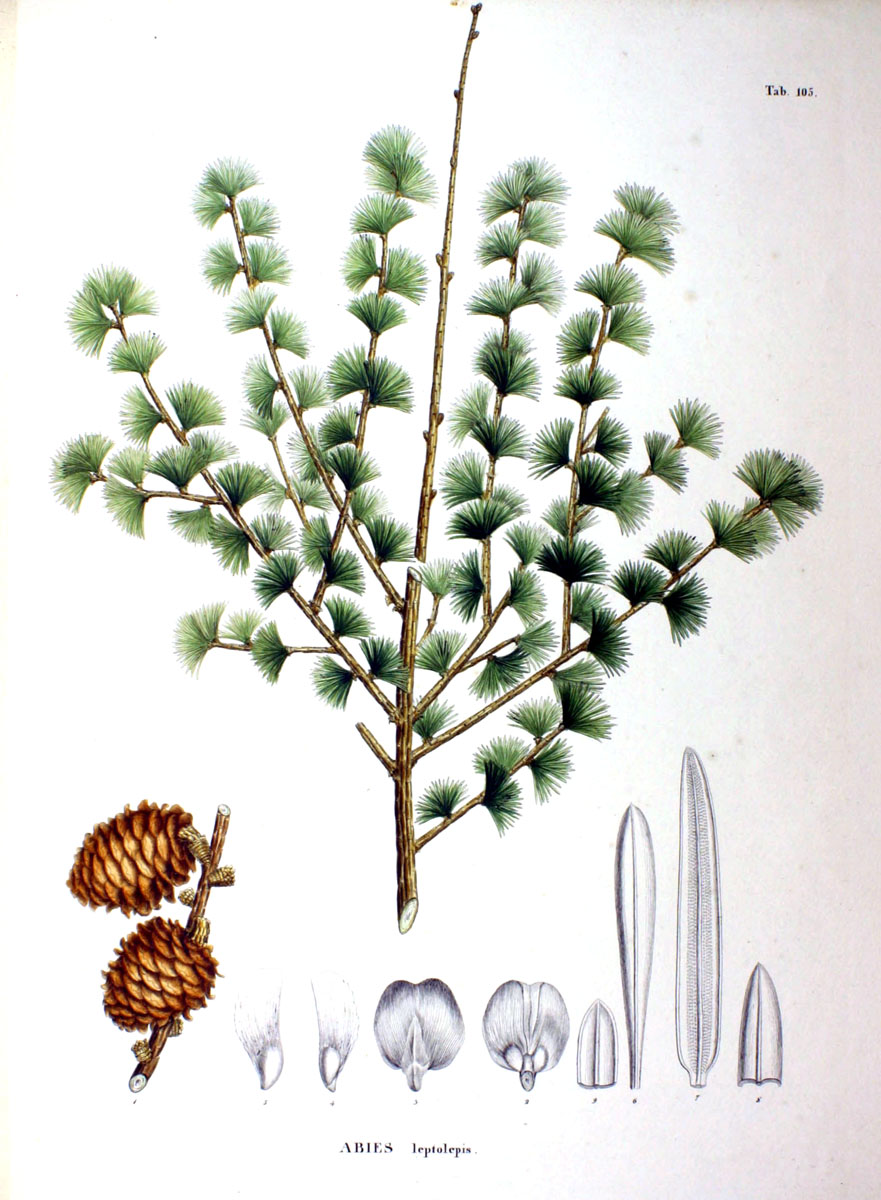
Лиственница тонкочешуйчатая, или японская, или Кемпфера. Ботаническая иллюстрация из книги Flora Japonica, Sectio Prima Зибольда и Цуккарини. 1870.

Общепризнанными являются около полутора десятков видов:
- Larix czekanowskii Szafer — Лиственница Чекановского
- Larix decidua Mill. typus[1] — Лиственница европейская, или Лиственница опадающая
- Larix gmelinii (Rupr.) Rupr. — Лиственница Гмелина
- Larix griffithii Hook.f. — Лиственница Гриффита
- Larix kaempferi (Lamb.) Carrière — Лиственница тонкочешуйчатая, или Лиственница тонкочешуйная, или Лиственница японская, или Лиственница Кемпфера
- Larix laricina (Du Roi) K.Koch — Лиственница американская
- Larix × lubarskii Sukaczev [21] — Лиственница Любарского
- Larix lyallii Parl. — Лиственница Лайэля
- Larix mastersiana Rehder & E.H.Wilson — Лиственница Мастерса
- Larix occidentalis Nutt. — Лиственница западная
- Larix× polonica Racib. — Лиственница польская
- Larix potaninii Batalin — Лиственница Потанина
- Larix sibirica Ledeb. — Лиственница сибирская [syn.  Larix sukaczewii Dylis — Лиственница Сукачёва][22]